# Bombardeio de Salvador em 1912

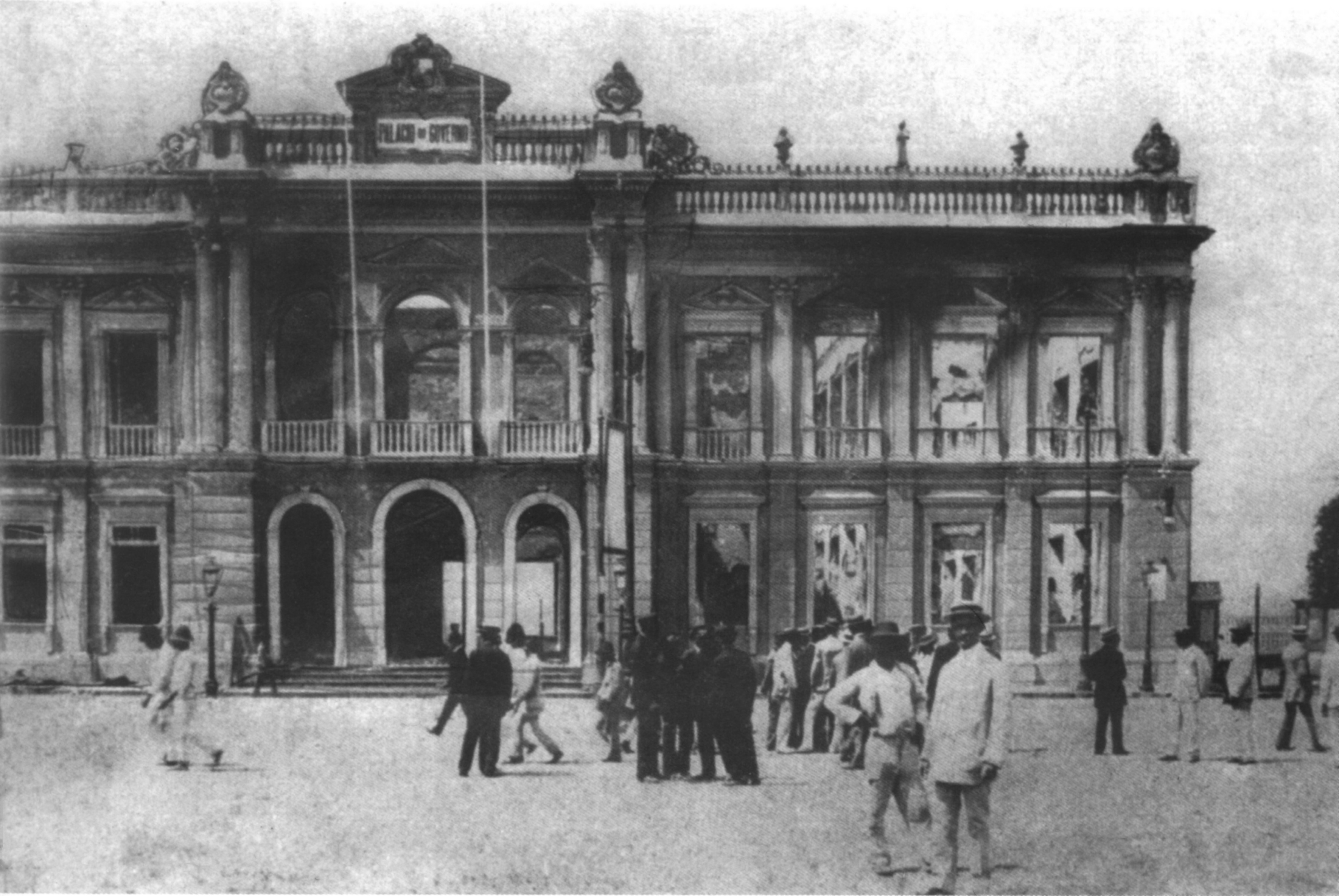
Palácio do Governo, destruído após o bombardeio

O bombardeio de Salvador em 1912 foi um dos episódios que marcaram as lutas políticas entre as oligarquias provincianas durante os primeiros anos da República Velha ocorrido em Salvador, capital do estado brasileiro da Bahia, em 10 de janeiro de 1912. O episódio, que traumatizou a cidade, teve repercussões nacionais e culminou com a ascensão ao poder no estado da figura de José Joaquim Seabra, com a derrota dos antigos líderes conservadores, dentre os quais os principais eram Ruy Barbosa, Severino Vieira, José Marcelino de Souza, Luiz Vianna e outros que lhe eram adversários ou até aliados.

## Antecedentes
Vivera a Bahia uma campanha presidencial em que se embatiam o voluntarioso militar Hermes da Fonseca contra o baiano Ruy Barbosa. Corria o ano de 1910, e os conservadores estavam divididos: o governador João Ferreira de Araújo Pinho e o líder José Marcelino apoiaram Ruy: Marcelino havia, em 1907, rompido com Severino Vieira, no episódio que foi conhecido por "cisão do Partido Republicano da Bahia". Do lado vitorioso de Hermes da Fonseca estavam Vianna, o ex-governador e já decadente José Gonçalves da Silva e o inimigo do primeiro, recentemente chegado da Europa, J. J. Seabra.
As forças oligárquicas estavam totalmente desunidas na disputa pelo poder. Mesmo entre os apoiadores de Hermes da Fonseca havia a divisão: Seabra era adversário figadal de Vianna: inimigos pessoais além de políticos. Com a vitória Seabra fundou o Partido Republicano Democrata (PRD), em que se destacavam jovens talentos como Otávio Mangabeira e Ernesto Simões Filho, este último jornalista, fundador do jornal A Tarde.
Apesar da inimizade, Seabra manteve a ligação com Luiz Vianna, visando enfraquecer a posição de Severino Vieira junto ao centralizador poder federal. Conquistou, assim, o cargo de Ministro de Viação e Obras Públicas. As posições de Seabra o levaram a obter grande apoio popular, o que lhe faria candidato natural ao governo do Estado.

## O sistema eleitoral viciado
Vigorava, no primeiro momento da República, um sistema eleitoral viciado: os votos eram abertos, sujeitos a toda sorte de fraudes cometidas pelos coronéis que dominavam as cidades interioranas. Para além disto, havia a necessidade de reconhecimento do vencedor, feito nos estados pela Assembleia de Deputados e pelo Senado Estadual. Embora armado de poderosas alianças, ter o apoio federal e popularidade, Seabra não tinha a maioria parlamentar, o que implicava vencer no voto, mas perder no legislativo. As duas casas eram, na sua maioria, de deputados e senadores severinistas e marcelinistas.

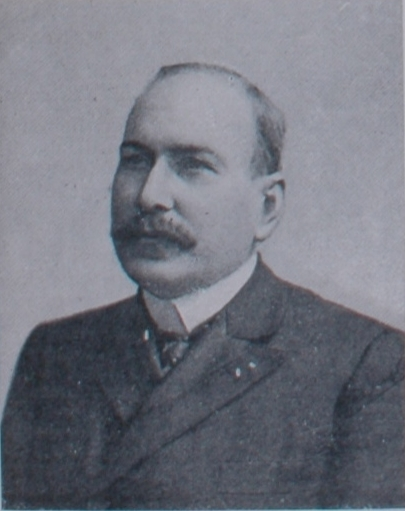
J. J. Seabra, em 1910, dois anos antes o bombardeamento

Armou-se, para contornar os vícios do pleito, uma solução que veio a culminar no episódio do bombardeio da capital baiana - do qual o sistema pode ser apontado como causa imediata.

## O plano seabrista
As eleições estaduais de 1912 
permitiram a Seabra aproveitar-se da ausência de José Marcelino, em viagem, e fazer um acordo com o correligionário deste, o governador Araújo Pinho. Por outro lado, mantinha o apoio de Luiz Vianna, apoiando a candidatura deste ao Senado Federal (cargo ocupado, então, por Marcelino). O plano consistia em adiar ao máximo as eleições, programadas para ocorrer a 28 de janeiro. Para tanto, deveria o governador renunciar ao cargo - o que efetivamente ocorreu a 13 de dezembro de 1911.
O plano contava com a intervenção do governo federal, atendendo aos objetivos de Hermes da Fonseca, que agia energicamente nos estados a fim de assegurar neles as lideranças que lhe fossem aliadas (política que recebeu o nome, então, de "Salvações nacionais").

## Um governador improvisado
Com a renúncia de Araújo Pinho, seu sucessor natural era o Presidente do Senado Estadual, o padre Manuel Leôncio Galvão que, como Pinho, alegou doença e recusou o cargo. Isto abriu caminho para a posse do opositor de Seabra, o Presidente da Assembleia Legislativa da Bahia, deputado Aurélio Rodrigues Viana. Assiste-se, então, à desesperada reação dos marcelinistas e severinistas.
Para se evitar que o governo federal interviesse na verificação, e assegurar a manutenção da maioria no legislativo, os adversários de Seabra cogitaram em mudar a sede do legislativo. Aurélio Viana era natural da interiorana cidade de Jequié, então um município bastante atrasado, sem estradas, energia e telégrafo. O deputado assumiu o governo, com apoio dos severinistas e marcelinistas, e também da Polícia Militar.
Os seabristas e vianistas, então, reagiram, votando no legislativo a rejeição ao pedido de renúncia do governador Araújo Pinho, mas Aurélio Viana ignora essa votação. Ele, então, ocupa a Câmara e expede o decreto mudando a capital do Estado para Jequié, e determinando a imediata transferência do legislativo para aquela cidade - ato que, apesar de parecer um absurdo, protegeria o estado de qualquer intervenção federal e permitiria a escolha de seu candidato como vitorioso.
O ato foi imediatamente contestado, ingressando na Justiça Federal vários dos deputados e senadores estaduais - com ações de interdito proibitório e habeas corpus. O pleito foi acolhido pelo juiz federal, Dr. Paulo Martins Fontes, mas Aurélio Viana não acatou a decisão. Em prova de poder, Viana manda as polícias civil e militar ocupar os principais pontos do centro da capital, que se esvazia: são cercadas a Câmara de Vereadores (sede também da Câmara de Deputados), o Teatro São João e o palácio do governo.
Estava, portanto, armado o conflito. O juiz Fontes manda que o Governo Federal cumpra sua sentença.

## O ataque à capital

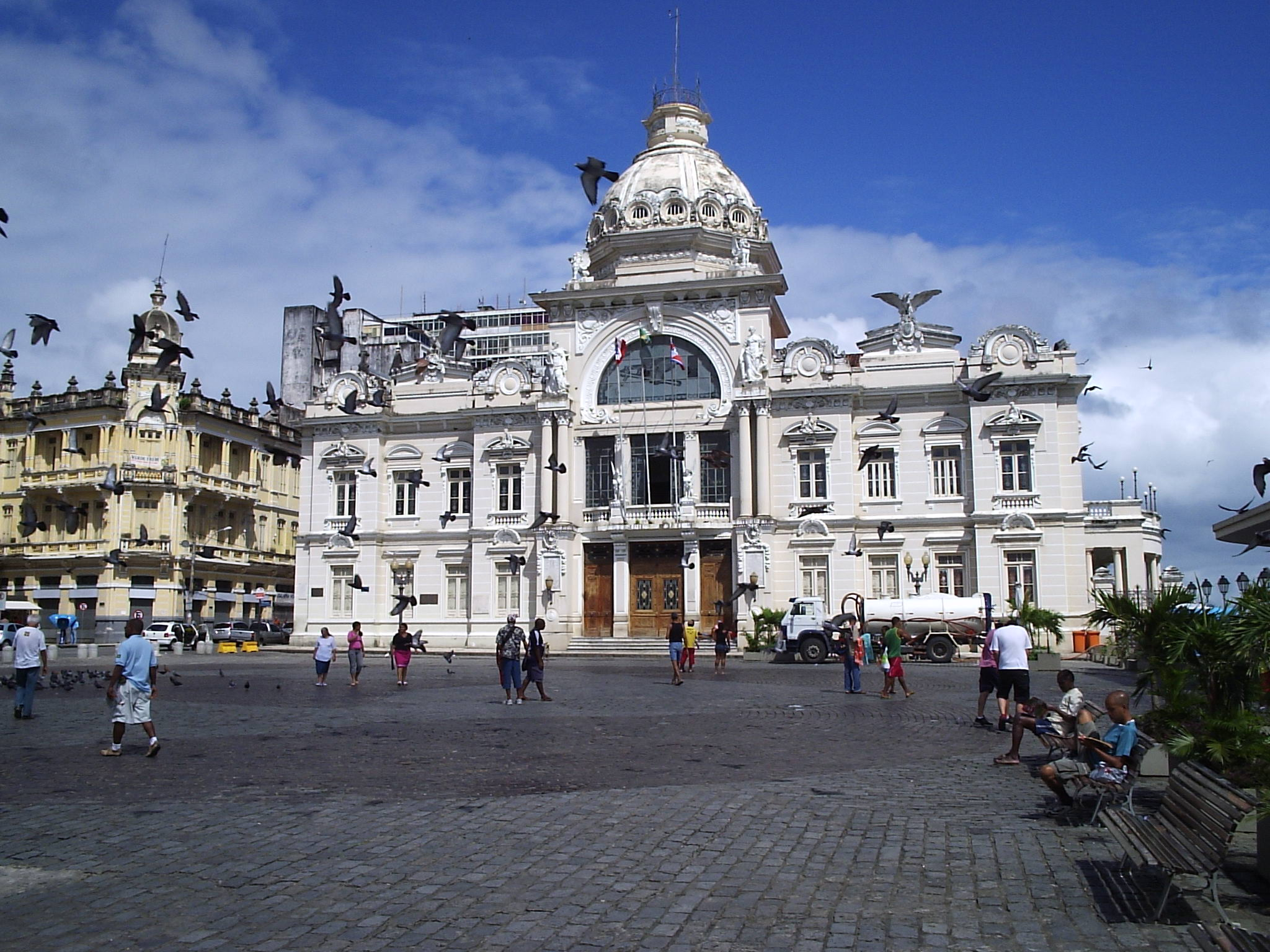
O antigo Palácio do Governo ficou praticamente em ruínas, e teve de ser reconstruído.

Para uns, algo inesperado, para outros, como Dias Tavares, uma resposta ao apelo do juiz feito ao Governo Federal, ou mesmo como muitos aventaram, por interferência direta de J. J. Seabra, o fato foi que o comandante da então 7ª Região Militar, sediada em Salvador e formada pelos estados da Bahia e Espírito Santo, general José Sotero de Menezes recebeu ordens para agir com rigor e forçar o cumprimento da decisão judicial.

### O ultimato
Na manhã de 10 de janeiro, às 10 horas, o general Sotero de Menezes enviou ao governador de facto Aurélio Viana uma comissão formada por oficiais subordinados. Viana pede uma hora para consultar seus aliados, respondendo às 13 horas que não iria retirar suas "tropas", mas que os deputados e senadores poderiam se reunir em sessão. Às 13 horas e 30 minutos, o comandante da 7ªRM informou aos cônsules que haveria uso da força e fez circular o boletim que dizia:
"O general Sotero de Menezes, inspetor da 7ª Região Militar, faz saber que, tendo o governo do estado se recusado terminantemente a obedecer o habeas corpus concedido pelo exmo. sr. juiz seccional, para que possam funcionar livremente, no edifício da câmara dos deputados, os congressistas convocados pelo exmo. sr. barão de S. Francisco, presidente em exercício do Senado, cumpre-lhe, em obediência à requisição do mesmo juiz federal com poderes competentes da República, fazer respeitar a execução dessa ordem, pela intervenção da força sob o seu comando, intervenção a que dará início dentro de uma hora".

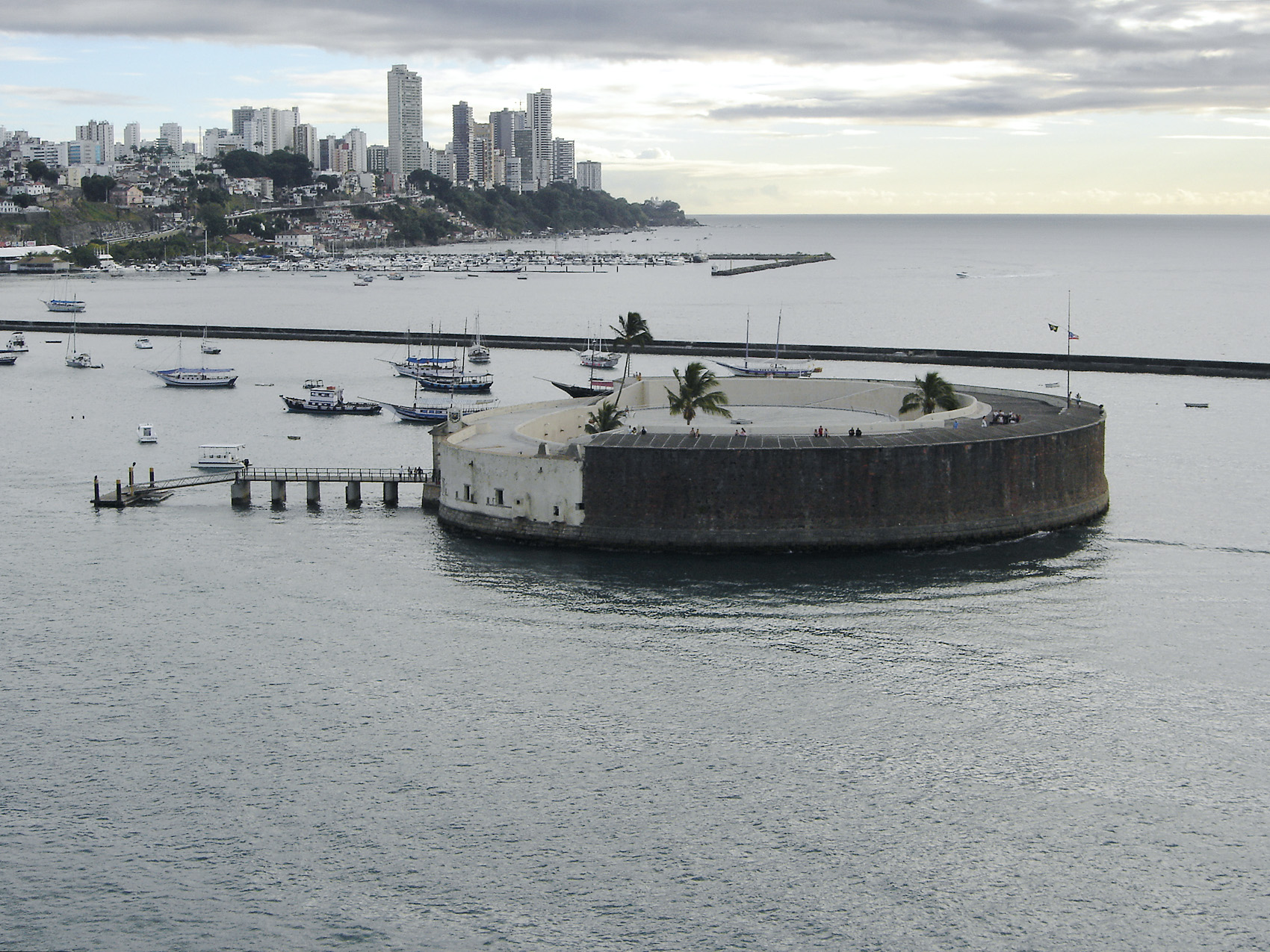
O Forte de São Marcelo, um dos fortes usados para bombardear.

A cidade parou, e começou o esvaziamento das casas; às 13 horas e 40 minutos dois tiros de pólvora seca foram disparados do forte do Mar.

### Salvador é bombardeada
Às 14 horas teve início o bombardeio, com canhoneio oriundo do forte do Mar, do forte de São Pedro e do forte do Barbalho. Em vinte minutos, cerca de vinte tiros vindos do forte do Mar atingiram a sede do governo, incendiando um prédio histórico de trezentos anos, que foi destruído. O fogo atingiu a Biblioteca Pública, fundada em 1811 pelo sexto conde dos Arcos, dom Marcos de Noronha e Brito. Ali estavam guardados documentos preciosos, livros raros, perdidos para sempre, pois era também a sede do Arquivo Público da Bahia - perdendo-se a documentação da primeira capital brasileira. O canhoneio do forte do Barbalho atingiu a Câmara e a esquina da Sé, provocando danos. Os tiros do forte de São Pedro, por sua vez, atingiram o quartel da polícia militar, nos Barris. Durou o canhoneio quatro horas
Travou-se, em seguida, uma verdadeira guerra campal, da qual não se sabe o número de vítimas.

### As lutas em Salvador

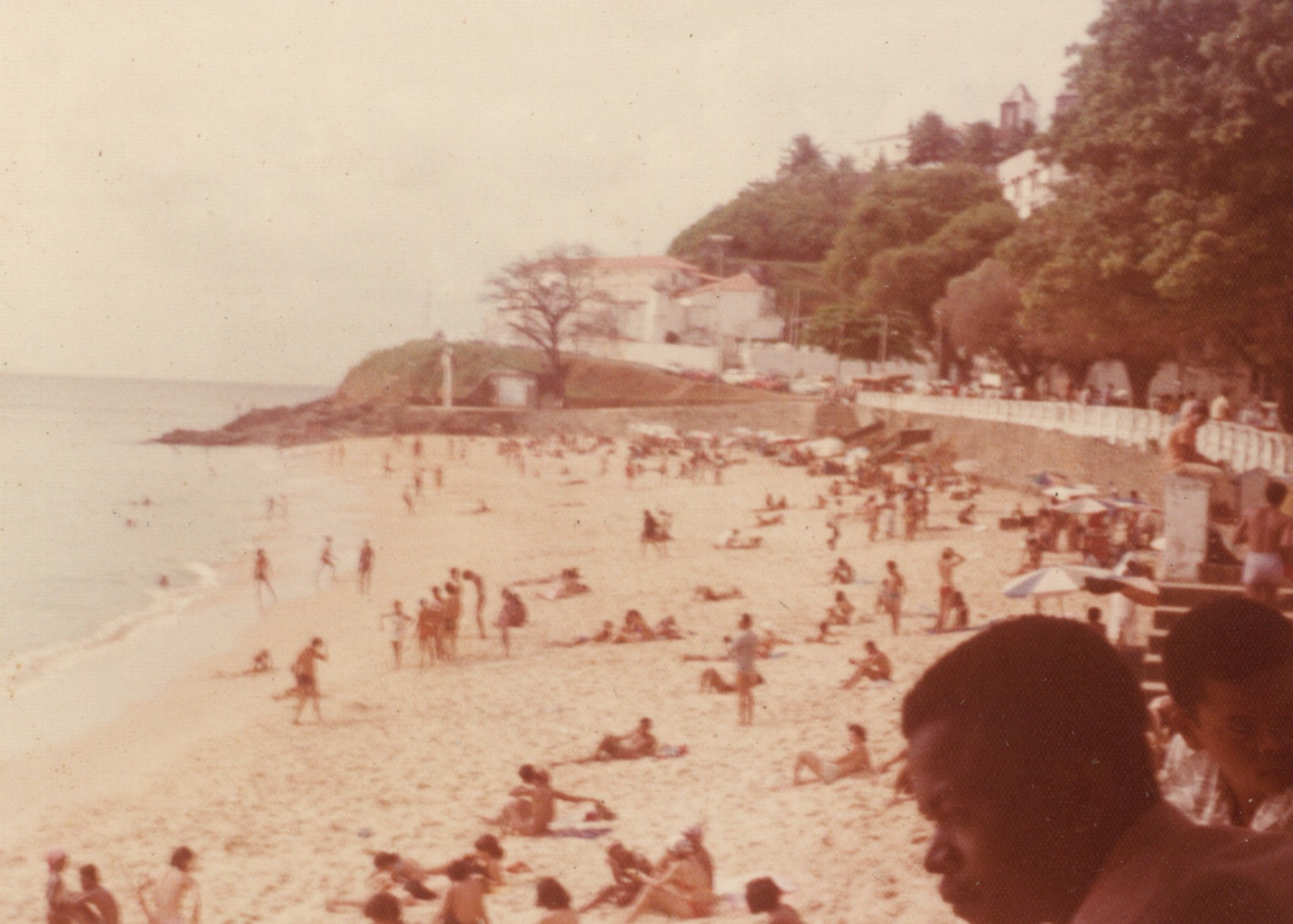
A praia do Porto da Barra (década de 1970), onde apareceram os corpos caídos na Baía de Todos os Santos.

A cidade viu-se em guerra deflagrada. De um lado, as polícias estaduais. De outro lado, o exército, que ocupou a Câmara e, com as tropas do 50º Batalhão de Caçadores, guerreava contra os homens do 6º Batalhão de Artilharia da Polícia Militar. Combates eram travados na praça Castro Alves, na Praça Municipal e defronte ao Ginásio da Bahia. Baixas de ambos os lados, bem como de civis que se armaram, ocorreram sem número preciso; os corpos dos que haviam caído na Baía de Todos os Santos vieram dias depois aparecer na praia do Porto da Barra e Rio Vermelho - esta última já no Atlântico.
Aos irrecuperáveis danos históricos somava-se, assim, os danos humanos.
O exército e a marinha ocuparam os prédios públicos. O Palácio do Governo, semi-destruído, foi saqueado. Presos fugiram da penitenciária.

## Uma renúncia efêmera
No dia 11 de janeiro, o general reuniu-se com Viana. Ali, concertou sua renúncia, devendo assumir o cargo o terceiro na linha de sucessão, o presidente do Tribunal, desembargador Bráulio Xavier. Um comício festeja o resultado.
Ocorre, entretanto, a repercussão negativa na capital da República, o Rio de Janeiro. A imprensa, a população, e até membros do próprio governo: o almirante Joaquim Marques Batista Leão, ministro, renunciou ao cargo; e em Salvador circulou a versão de que o Barão do Rio Branco morrera pouco tempo depois do ocorrido, em desgosto pelo infeliz bombardeio.
Reage também Ruy Barbosa, impetrando no Supremo Tribunal Federal habeas corpus pela volta ao poder de Viana. Hermes da Fonseca, premido pelas fortes pressões, manda ao mesmo general Sotero de Menezes que reconduza ao cargo o governador defenestrado.

## A volta efêmera de Viana
A 22 de janeiro, então, reassume as funções de governo Aurélio Viana, com todas as garantias que exigira ao comandante da 7ªRM, com a anuência mesmo dos adversários. O evento de posse ocorria na Câmara, diante dos parlamentares todos de oposição - pois os governistas cumpriam a decisão de Viana, estando portanto todos em Jequié, bem distantes do centro dos eventos. Algo inesperado, entretanto, acabou com a solenidade: violento conflito originou-se na popular região comercial da Baixa dos Sapateiros: o povo atacava a polícia.
Do incidente original o povo marchou - milhares, segundo as crônicas da época - até a Praça Castro Alves, vindos pela Barroquinha. A multidão, dali, desenfreada, ataca jornais dos marcelinistas e severinistas, saúda Luiz Vianna e parte em turbamulta pelas ruas, soltando os loucos e presos. Aurélio Viana foge para a casa do cônsul honorário da Venezuela, declarando-se refugiado. No dia 25 de janeiro, o povo arma barricadas no Campo Grande e o governador muda-se para a sede do consulado venezuelano e dali, no dia seguinte, para o da França. Hermes da Fonseca retira o general Sotero de Salvador.
A 27 de janeiro, renuncia finalmente Aurélio Viana, reassumindo Bráulio Xavier. No dia 28, conduz os pleitos programados, que dão a vitória a J. J. Seabra. No dia 30, chega o novo comandante da 7ª RM, general Vespasiano de Albuquerque, com ordens do Presidente da República para reempossar Viana - mas este se recusa terminantemente a tal aventura. O general então procura seu sucessor, o Presidente do Senado, padre Galvão, que impõe condições inexequíveis. Bráulio Xavier assume, então, definitivamente o poder, revogando a malfadada transferência da capital, e governando o estado até a posse do governador eleito.

## Consequências
A perda de material histórico irreparável foi das mais graves; para J. J. Seabra, entretanto, foi o início de sua era à frente dos destinos da Bahia, como seu principal líder: foi, em todos os aspectos, o principal beneficiário do trágico incidente ao qual, até o presente, não foi dirimida a dúvida se partiu realmente dele a ordem para o bombardeio de Salvador.